# Stonemaier Games
Stonemaier Games — американське видавництво настільних ігор, засноване у 2012 році Джеймі Стегмаєром та Аланом Стоуном.

## Історія
Компанію Stonemaier Games заснували у Сент-Луїсі (штат Міссурі) Джеймі Стегмаєр, студент Вашингтонського університету в Сент-Луїсі, та Алан Стоун. У 2012 році Стегмаєр та Стоун за допомогою краудфандингу зібрали кошти на публікацію своєї першої гри, Viticulture, на платформі Kickstarter, отримавши близько 65 000 доларів США від прихильників. З юридичних причин вони створили товариство з обмеженою відповідальністю «Stonemaier Inc.», що дозволяло їм як самостійно видавати власні ігри, так і ігри інших розробників. За словами Стегмаєра, на початку власність компанії розподілялася порівну між ним, Стоуном та ще двома партнерами, але згодом була реорганізована таким чином, що Стегмаєр і Стоун залишилися єдиними власниками, при цьому Стегмаєр став мажоритарним партнером.: У 2023 році Stonemaier Games найняла додатковий персонал і станом на цей час у компанії працює один співробітник на умовах неповного часу та сім повночасових співробітників.
У 2019 році Stonemaier Games опублікувала Крила, яку висвітлювали видання The New York Times, The Guardian та Vox, що принесло їй широке визнання. Попит на гру після випуску значно перевищував очікування, і Stonemaier Games вибачилася за початкові проблеми з постачанням. Крила є найбільш продаваною грою компанії на сьогоднішній день: станом на березень 2024 року продано 1,9 мільйона копій, і загальні обсяги продажів компанії значною мірою пов’язані саме з цією грою. Продовження гри, Змієвир, було випущено Stonemaier Games у 2024 році.
24 квітня 2024 року Stonemaier Games оголосила про свою наступну гру Vantage, випуск якої запланований на 2025 рік.

## Опубліковані ігри
- Apiary
- Between Two Castles of Mad King Ludwig
- Charterstone (спільно з Mantic Games)
- Euphoria
- Expeditions
- Libertalia (адаптована з версії Asterion Press)
- My Little Scythe
- Pendulum
- Red Rising
- Rolling Realms
- Коса
- Smitten
- Tapestry
- Viticulture
- Крила
- Змієвир
- Finspan